# Phenacogrammus
Genre
Le genre Phenacogrammus regroupe plusieurs espèces de poissons africains de la famille des Alestiidae.

## Liste des espèces
- Phenacogrammus altus (Boulenger, 1899)
- Phenacogrammus ansorgii (Boulenger, 1910)
- Phenacogrammus aurantiacus (Pellegrin, 1930)
- Phenacogrammus bleheri Géry, 1995
- Phenacogrammus deheyni Poll, 1945
- Phenacogrammus gabonensis (Poll, 1967)
- Phenacogrammus interruptus (Boulenger, 1899)
- Phenacogrammus major (Boulenger, 1903)
- Phenacogrammus polli Lambert, 1961
- Phenacogrammus stigmatura (Fowler, 1936)
- Phenacogrammus taeniatus Géry, 1996
- Phenacogrammus urotaenia (Boulenger, 1909)